# Joseph Bouvier (chirurgien)
Pour les articles homonymes, voir Joseph Bouvier et Bouvier.
Joseph Bouvier est un médecin et homme politique né le 2 mai 1883 à Reims et mort en 1978 dans la même ville.

## Biographie
Né Marie Joseph Jules Bouvier, il est professeur d'anatomie et chargé de travaux de physiologie à l'École de médecine de Reims, chirurgien honoraire des hôpitaux et du centre anticancéreux.
Il épouse à Reims Émilie Mennesson (1884-1973).
Lors de la Première Guerre mondiale, conjointement avec son collègue le Dr Caudrelier, ses observations et méthodes d’intervention au plus près du front, qui permettent d’améliorer considérablement le traitement des blessés de l’abdomen (par explosion d’obus notamment), seront largement diffusées et contribueront à sauver de très nombreuses vies. Durant la Seconde Guerre mondiale et l'occupation de la France par l’Allemagne nazie, sollicité par son prédécesseur démissionnaire, il est nommé par arrêté ministériel du 15 avril 1942 maire de la ville de Reims jusqu'au 17 août 1943. Par la suite simple conseiller municipal, il est à nouveau appelé à remplir les fonctions de maire le 11 juillet 1944, après la déportation de son successeur à la mairie Henri Noirot. Il est également, durant toute la période du conflit, Président de la Croix Rouge régionale.
Le film Sept Morts sur ordonnance de Jacques Rouffio, avec Charles Vanel dans le rôle du Dr Bouvier, est inspiré de sa vie. Il est construit, sur une base de faits réels à l’origine (les suicides de deux médecins de sa ville, à presque vingt ans de distance) et est une fiction (l'implication de J. Bouvier dans ces suicides). Brièvement associé de l’un des deux médecins (dont il se sépara à la suite d'un désaccord), il ne croisa, semble-t-il jamais le second et ne fut pas mis en cause dans ces affaires.
Le roman satirique de Lucienne Ercole, Les Augures en veston, paru en 1932, le met en scène sous le nom de docteur Viennet.
Joseph Bouvier est décédé le 28 septembre 1978. Il est inhumé au cimetière du Nord à Reims.

## Décorations françaises
- Commandeur de la Légion d'honneur
- Croix de guerre 1914–1918
- Croix de guerre 1939–1945

Décoré des Croix de guerre 1914-1918 et 1939-1945, il fut promu commandeur de la Légion d'honneur, par le général de Gaulle, en 1964.